# Sven Wallgren
Sven Adolf Wallgren, född den 16 mars 1854 i Länghem, Älvsborgs län, död den 28 april 1926 i Stockholm, var en svensk läkare.
Wallgren blev student vid Uppsala universitet 1873, medicine kandidat 1880 och medicine licentiat 1887. Han var biträdande läkare vid Porla brunn, Örebro län, 1887—90 och underläkare vid Katarina sjukhus i Stockholm 1887—88. Wallgren avlade medicine gymnastikdirektörsexamen 1888 och var från samma år biträdande läkare vid Gymnastisk-ortopediska institutet och lärare vid Gymnastiska centralinstitutet. Han var intendent och överläkare vid Söderköpings brunnsinrättning 1891-1908 och kallades till hedersledamot av Kurortsföreningen.